# Viișoara (Vidra), Vrancea
Viișoara (în trecut, Bou și Părosu) este un sat în comuna Vidra din județul Vrancea, Moldova, România.

## Literatură
- Viisoara Vrancei, un sat de razesi, Cezar Cherciu, Editura Andrew, Focsani, 2011